# Permafrost
Permafrost (rus. мерзлота) ili stalno zamrznuto tlo je naziv u geologiji za tlo koje se nalazi na temperaturi točke taljenja vode (0° stupnja Celzija), ili ispod nje, u razdoblju od dvije ili više godina. Led ne mora biti prisutan, ali se često pojavljuje. Većinom se permafrost nalazi na velikim zemljopisnim širinama, ali postoji i planinski permafrost na većim nadmorskim visinama.
U ruskim tundrama je najdublji permafrost (bio) do dubine 1450 m.

## Vrijeme potrebno za nastanak permafrosta u dubini tla
| vrijeme (u godinama) | dubina permafrosta (m) |
| -------------------- | ---------------------- |
| 1                    | 4,44                   |
| 350                  | 79,9                   |
| 3500                 | 219,3                  |
| 35000                | 461,4                  |
| 100000               | 567,8                  |
| 225000               | 626,5                  |
| 775000               | 687,7                  |

- područja
- izvor vode
- kameni krugovi

## Vanjske poveznice
- What is permafrost?  Arhivirana inačica izvorne stranice od 3. srpnja 2006. (Wayback Machine)
- PERMAFROST: problem za građevinu Aljaske, engl
- Permafrost Young Researchers Network (PYRN), engl.
- International Permafrost Association (IPA), engl.
- United States Permafrost Association (USPA) engl.